# Pieve di San Mauro abate
La pieve di San Mauro abate è una chiesa che si erge nel comune veneto di Longare, sul rilievo che domina la frazione di Costozza.

## Storia
È una delle più antiche pievi benedettine del territorio vicentino; nel 1297 - secondo il documento vaticano Rationes decimarum - aveva giurisdizione sulle cappelle di San Giorgio di Castegnero, di San Giovanni di Pianezze, di San Vito di Secula, di San Zenone di Colzè, di San Pietro Intrigogna, di Santa Maria di Casale e sulla chiesa dei Santi Filippo e Giacomo, anteriore al 1000.
Venne riedificata sul finire del Seicento e ultimata nel secondo decennio del Settecento dall'architetto Francesco Muttoni. Sulla facciata esterna, il Cristo vessillifero tra i quattro evangelisti è opera dello scultore vicentino Giovanni Calvi.
Dell'antica chiesa, demolita per essere sostituita da quella seicentesca, rimangono due pregevoli tabernacoli del Quattrocento e una lapide del Trecento, murata alla base del campanile romanico, che ricorda il disastroso terremoto del 3 gennaio 1117 e altri due che si susseguirono nel XIII e nel XIV secolo.

## Descrizione
All'interno, ben conservato, interessante l'altar maggiore in pietra locale e marmi pregiati, che racchiude la grande pala raffigurante la Gloria di San Mauro Abate, opera del pittore vicentino Antonio De Pieri, detto "lo zoppo". Anche lo scultore Giovanni Calvi lasciò opere cospicue all'interno, come l'Annunciazione a lato dell'altare maggiore e la Madonna con bimbo in pietra policroma nell'altare barocco in legno dorato.

Le statue in pietra di Costozza, nel giardino sul retro della Pieve
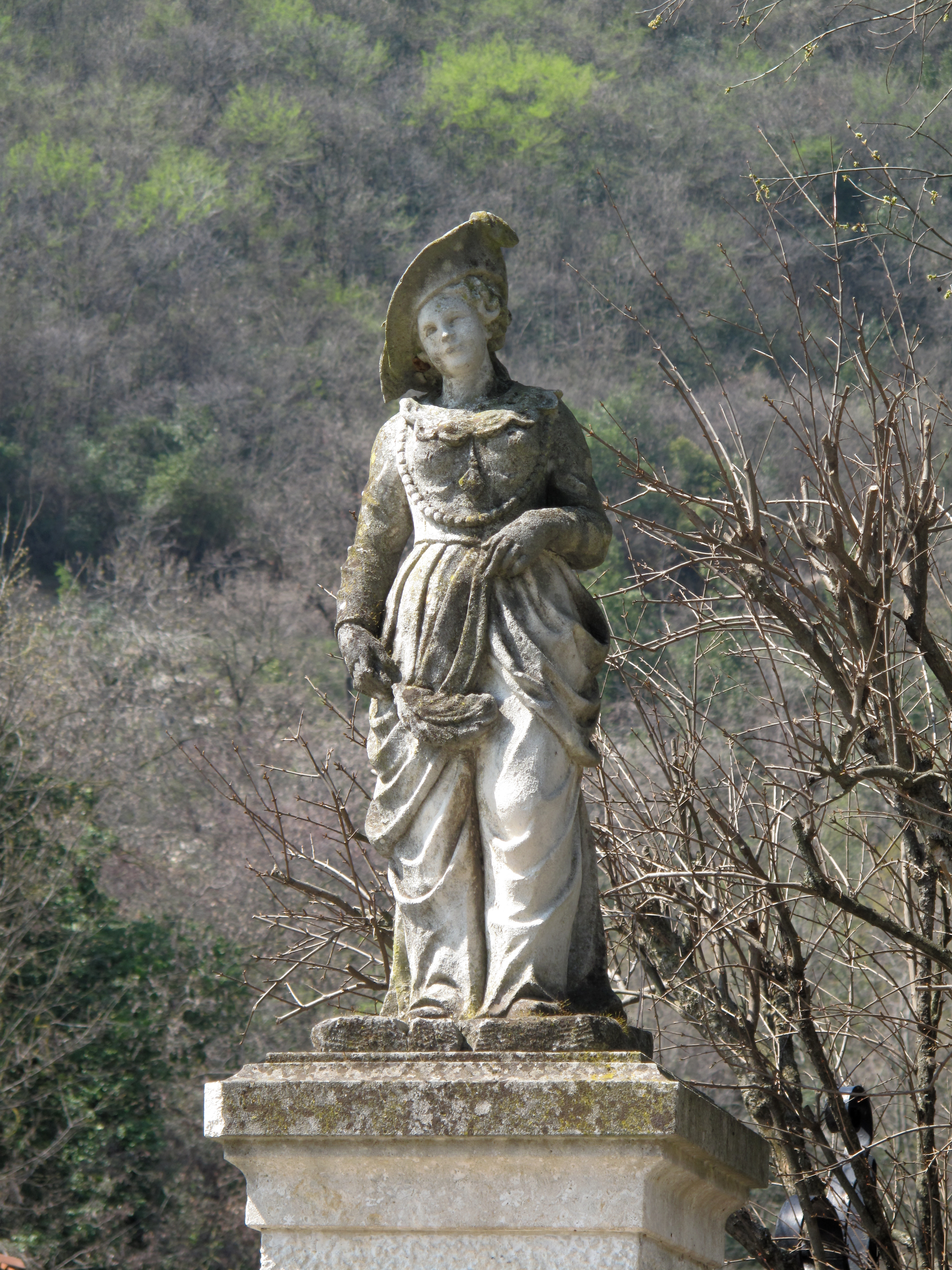
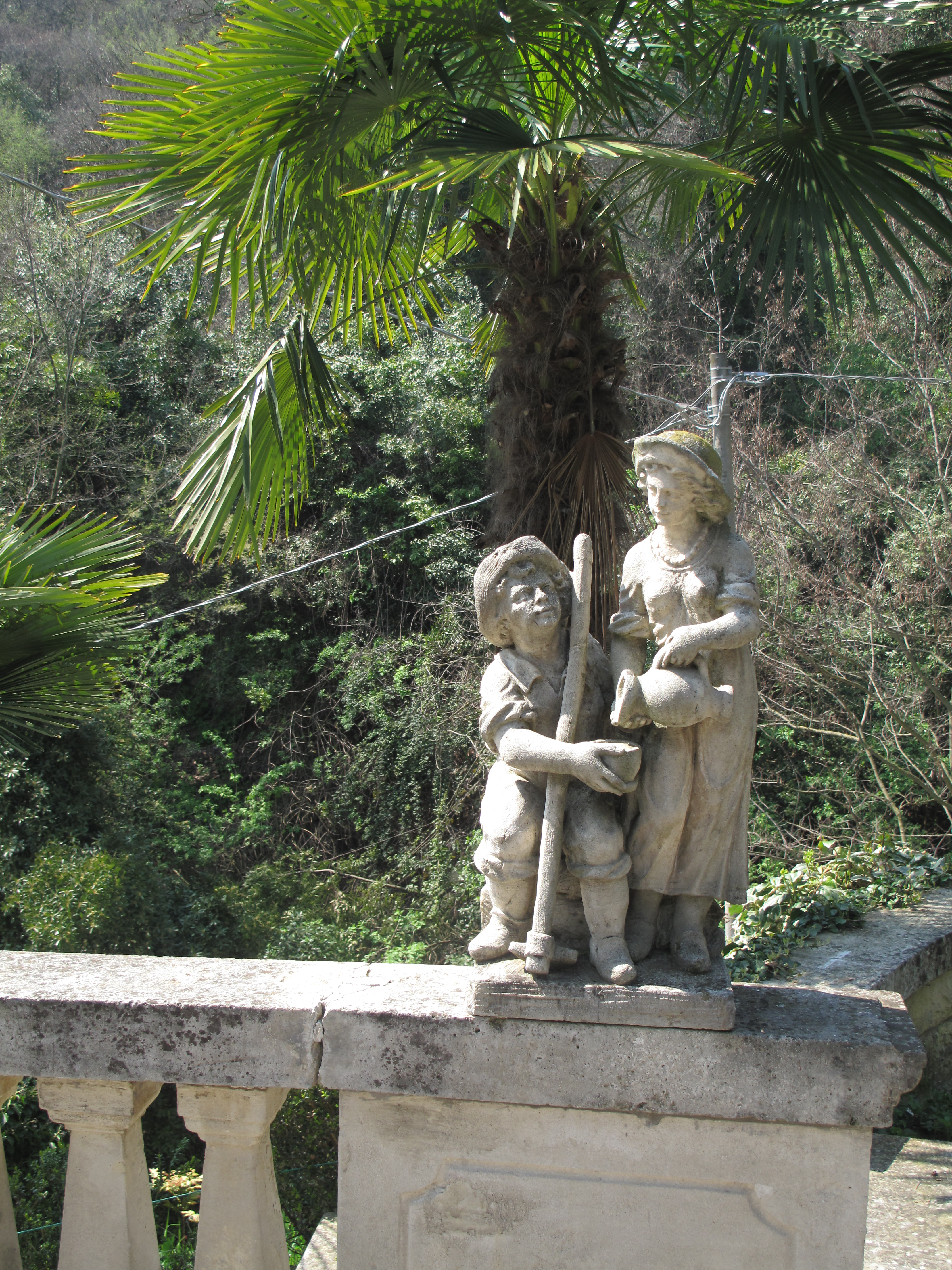
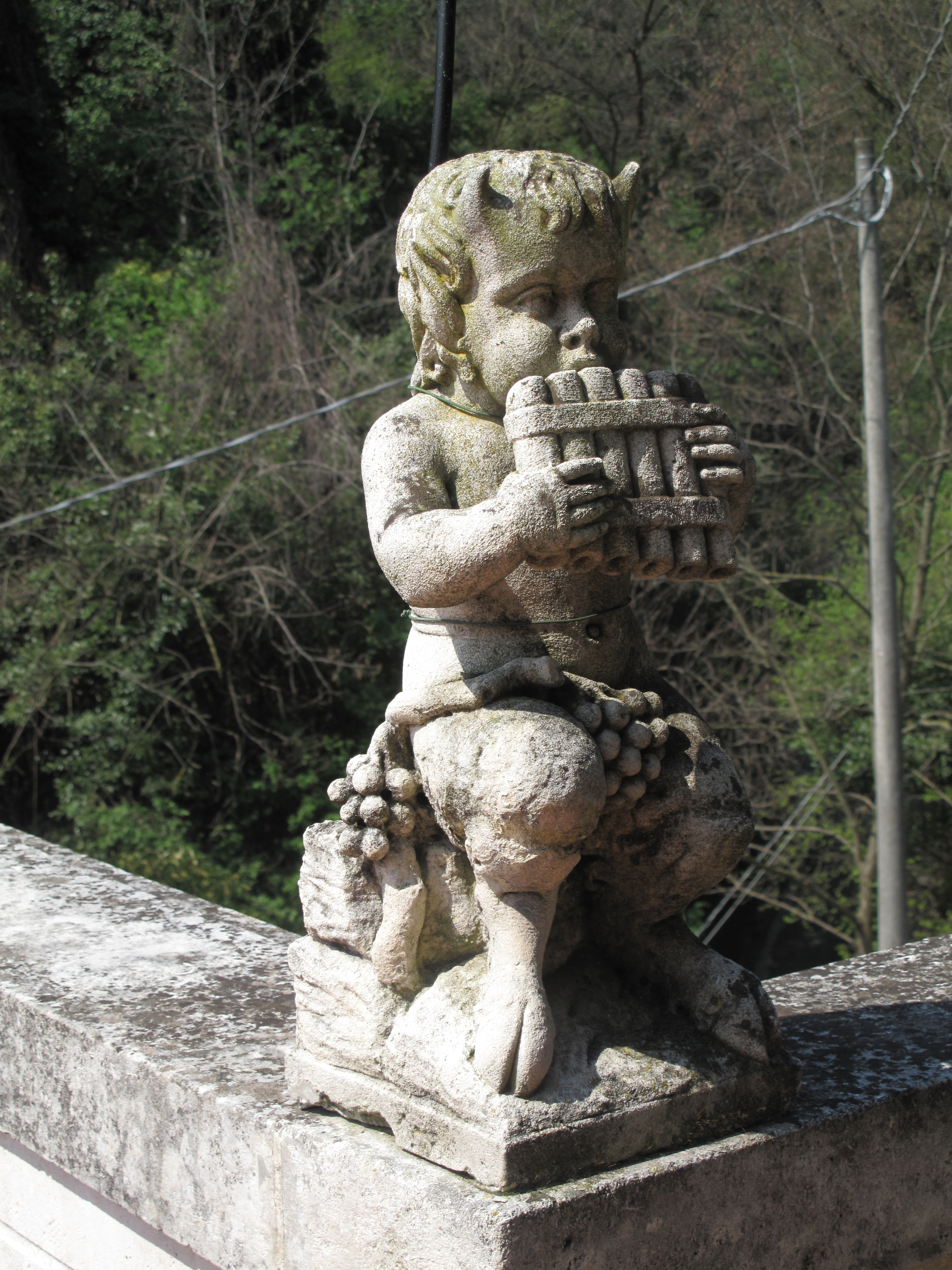
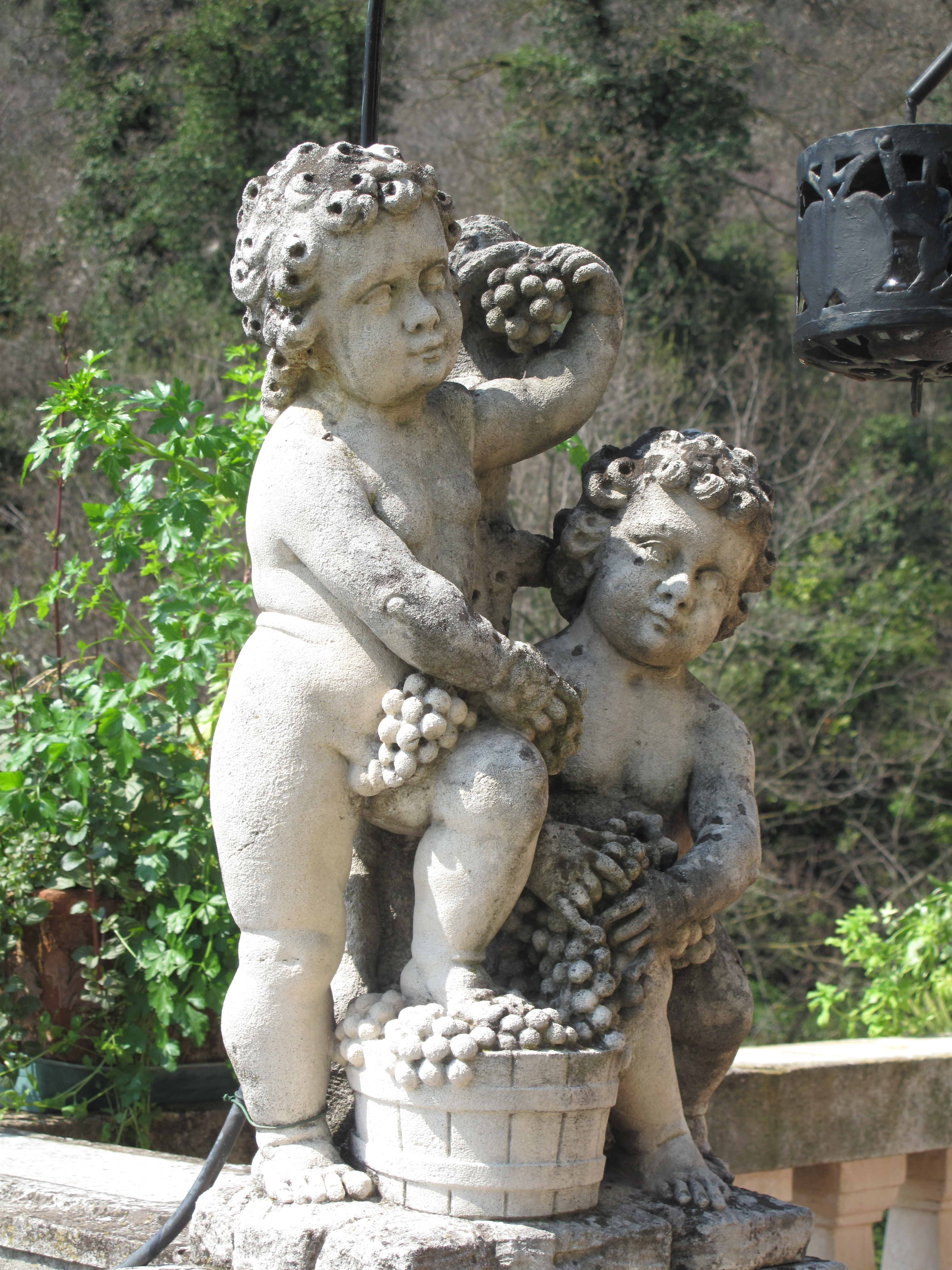
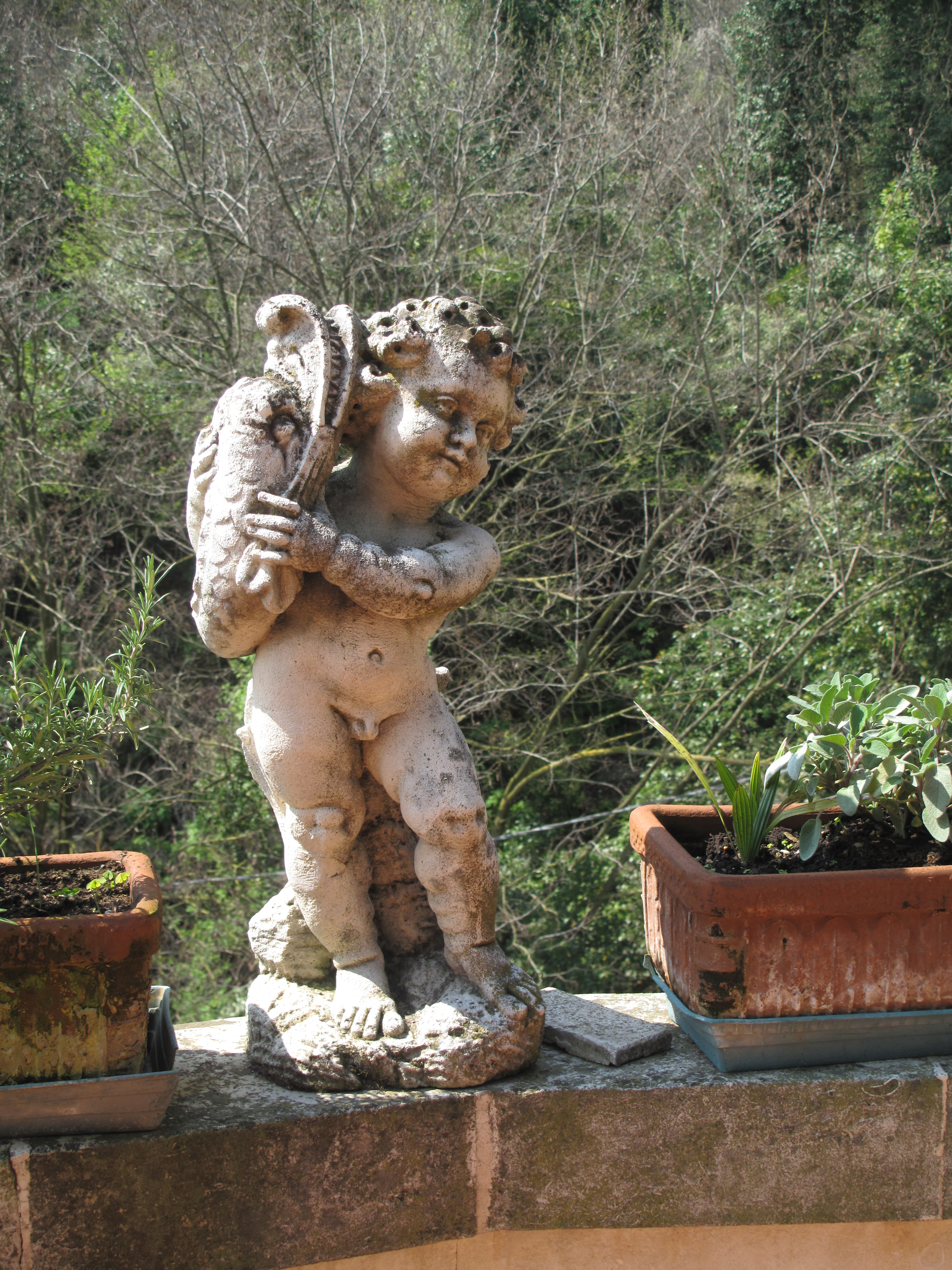
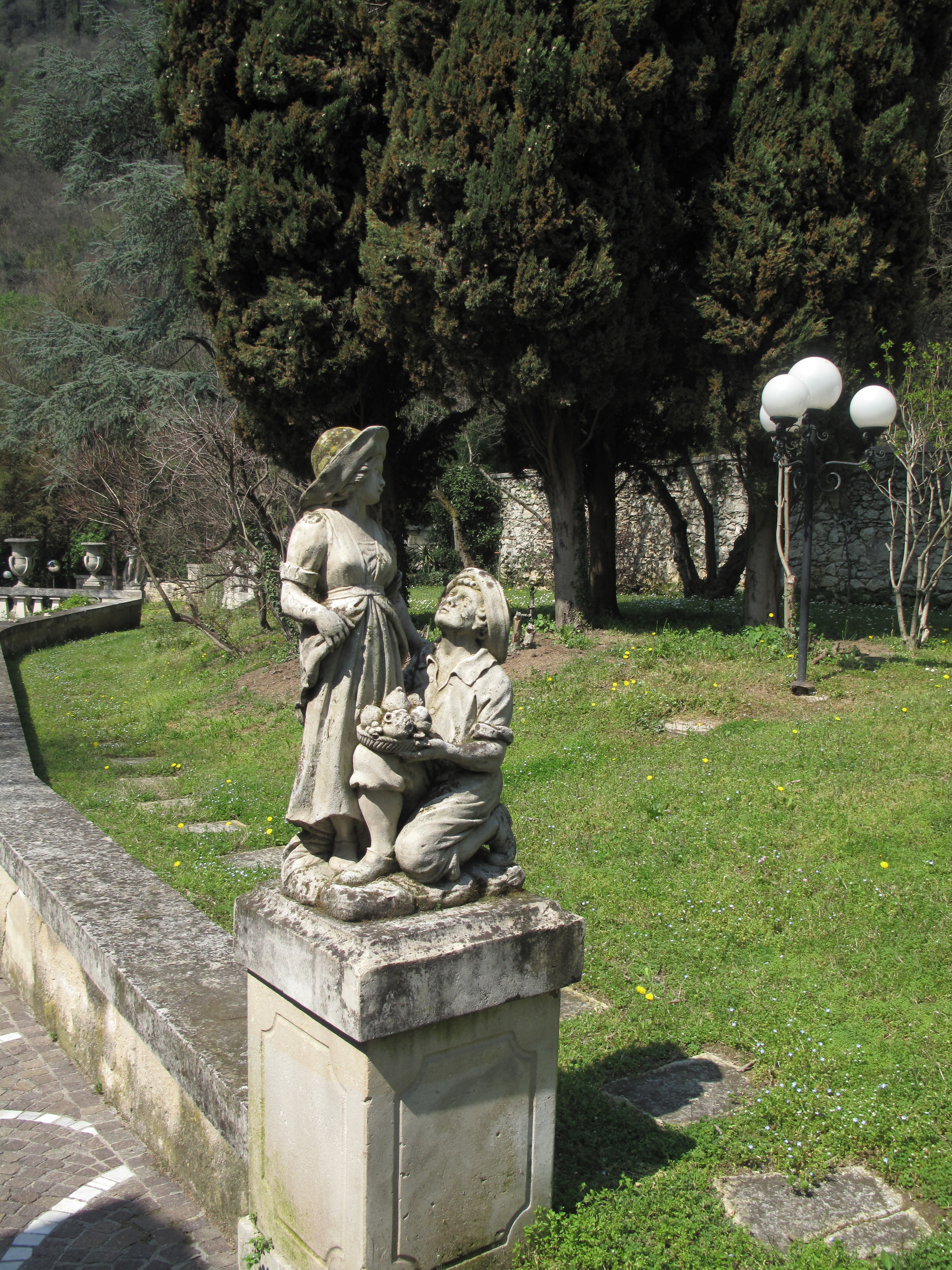